# بخش کشی نگر
بخش کشی نگر (به انگلیسی: Kokrajhar district) یک بخش در هند است که در آسام واقع شده‌است. بخش کشی نگر ۳٬۱۲۹ کیلومتر مربع مساحت و ۸۸۶٬۹۹۹ نفر جمعیت دارد.